# John Robinson Tait
Pour les articles homonymes, voir Tait.
John Robinson Tait, né le 14 janvier 1834 à Cincinnati dans l'État de l'Ohio et mort le 29 juillet 1909 à Baltimore dans l'État du Maryland aux États-Unis, est un peintre paysagiste, un critique d'art, un poète et un écrivain de voyage américain. Il a vécu de nombreuses années en Allemagne et est associé à l'École de peinture de Düsseldorf et à l'École de Munich.

## Biographie
John Robinson Tait nait à Cincinnati dans l'Ohio en 1834. Il réalise ses études supérieures au Bethany College (en) de Bethany en Virginie-Occidentale, où il publie un magazine étudiant appelé The Stylus. En 1853, il voyage en Europe et visite notamment les villes de Florence et de Rome en Italie en compagnie des peintres William Louis Sonntag Sr. et Robert Scott Duncanson et effectue une brève visite à Düsseldorf en Allemagne afin de saluer son ami le peintre Worthington Whittredge. Sur place, il rencontre les peintres Emanuel Leutze et William D. Washington (en) qui lui conseille d'étudier sur place. En 1855, il rentre aux États-Unis en compagnie du peintre Thomas Buchanan Read, rencontré à Florence.
Quatre ans plus tard, il écrit European life, legend, and landscape, un récit de voyage décrivant son expérience européenne, suivi de Dolce Far Niente, un recueil de poèmes, et, la même année, retourne à Düsseldorf où il reste jusqu'en 1870 en tant que peintre paysagiste et étudiant des peintres August Weber et Andreas Achenbach, avec une parenthèse d'un an d'étude à l'académie des beaux-arts de Düsseldorf auprès du peintre Rudolf Wiegmann en 1862 et un voyage aux États-Unis en 1866. En 1870, il rentre aux États-Unis et participe à la Cincinnati Industrial Exposition de Cincinnati en 1871 et 1872, obtenant une médaille. Entre 1873 et 1876, il retourne en Europe, étudiant auprès du peintre Adolf Heinrich Lier à Munich. Durant ses séjours en Allemagne, il est membre de la Malkasten et voyage à plusieurs reprises en Europe, découvrant notamment la France, l'Italie, l'Angleterre ou l'Autriche.
En 1876, de retour dans son pays natal, il s'installe à Baltimore dans le Maryland. Il écrit alors des critiques d'art pour le journal New York Evening Mail (en) et signe notamment un hommage posthume à Read dans la revue Lippincott’s Magazine of Popular Literature and Science (en) en 1877. Il meurt en 1909 et est enterré au New Cathedral Cemetery (en) de la ville.
Ces œuvres sont notamment visibles ou conservées au musée d'Art de Baltimore, à la Pennsylvania Academy of the Fine Arts de Philadelphie, au Washington County Museum of Fine Arts d'Hagerstown et à l'Asheville Art Museum (en) d'Asheville.

## Œuvres

### Poésie et récit de voyage
- Dolce Far Niente (1859, Lire en ligne)
- European Life, Legend, and Landscape (1859, Lire en ligne)

### Peintures

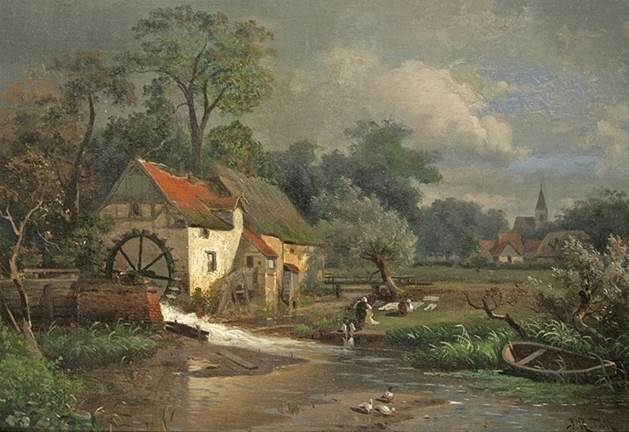
Landscape with Watermill, sans date
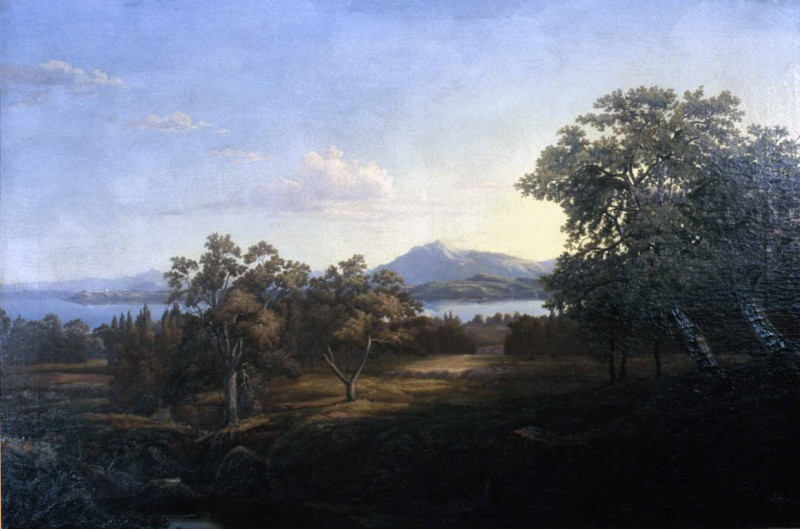
Sanguinetto Battlefield of Trasimene, 1855, Asheville Art Museum (en)
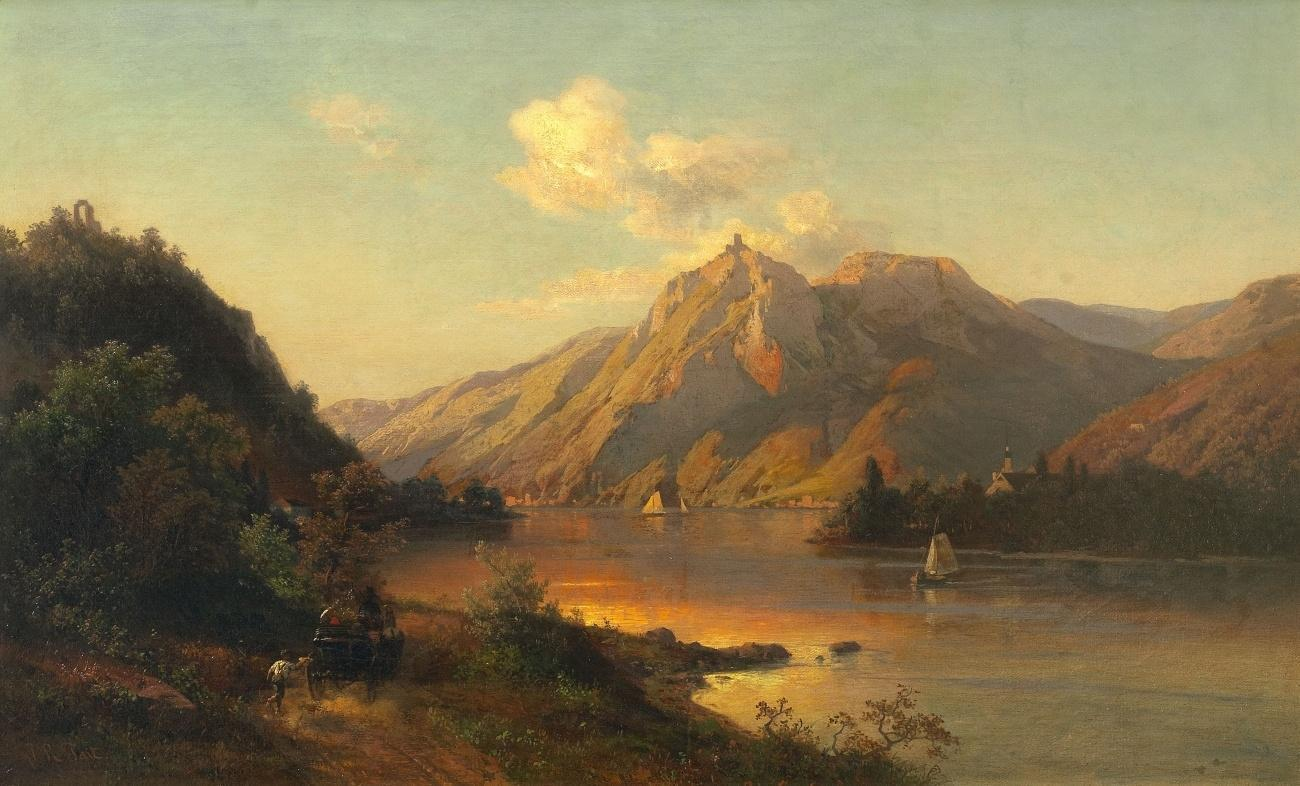
Nonnenwerth at the Drachenfels with Rolandsbogen, 1866
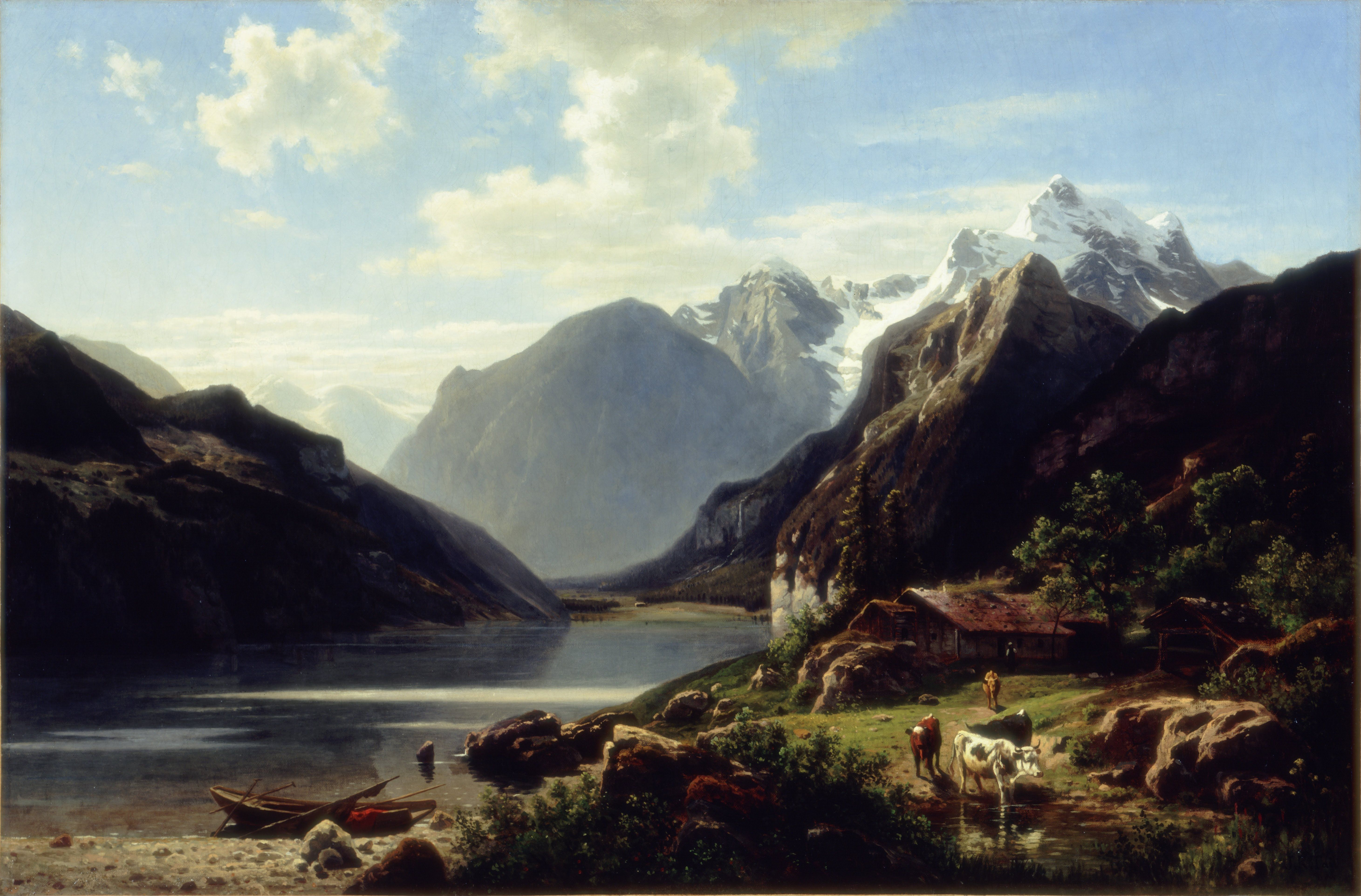
Evening at the Lake Shore, 1876, Musée d'Art de Baltimore
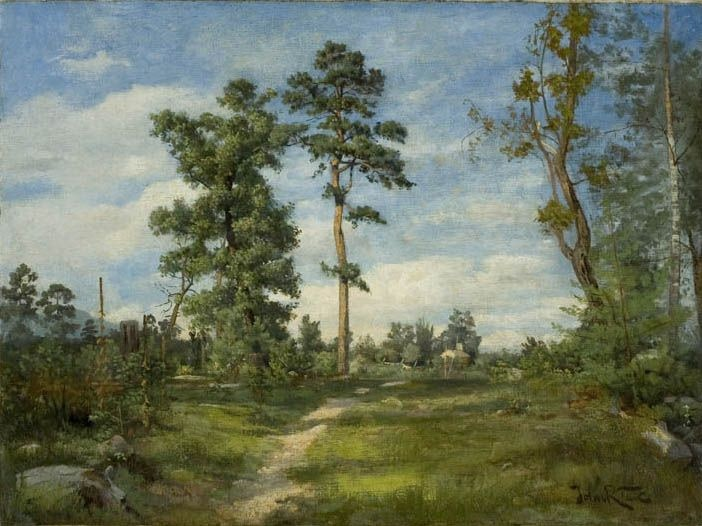
Landscape, vers 1900, Musée d'Art de Baltimore
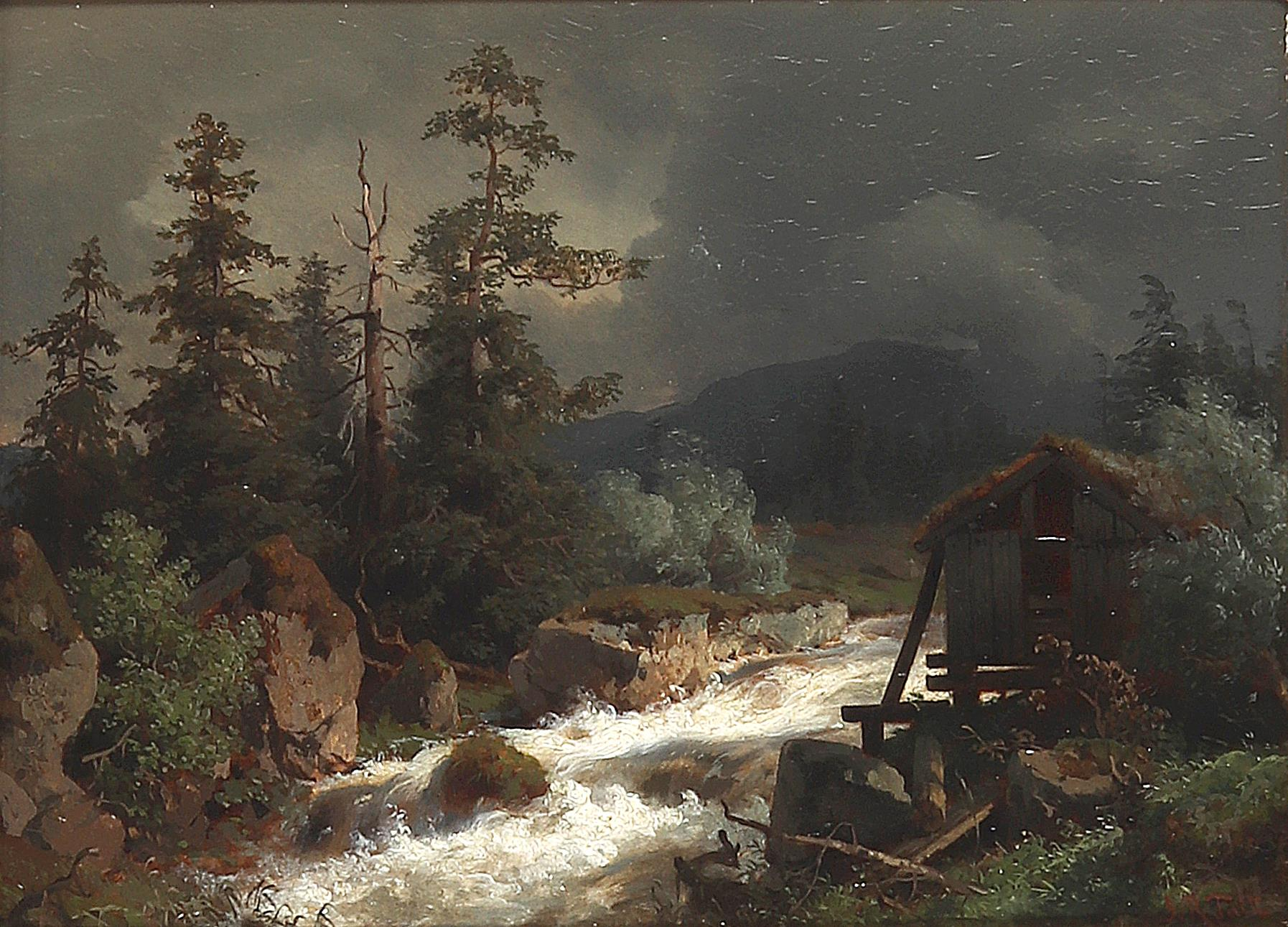
Wildbach, sans date